# Cruce scandinavă (model)

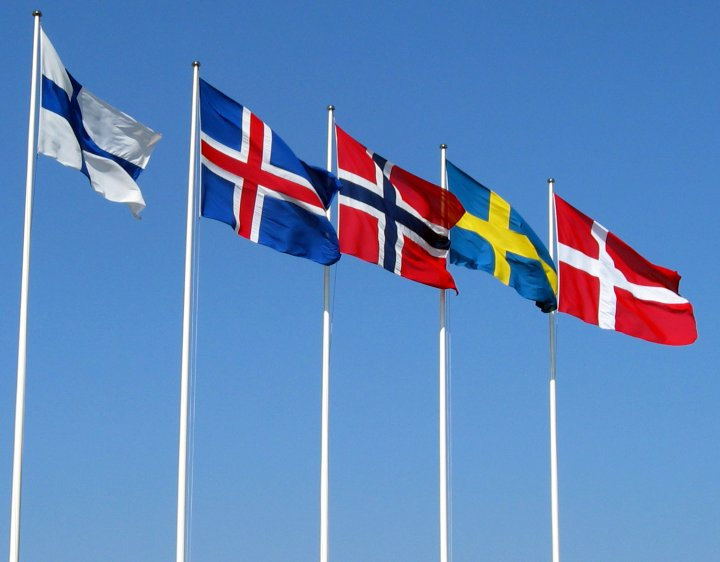
Toate drapelele naţionale ale ţărilor nordice folosesc crucea scandinavă. De la stânga la dreapta: drapelele statelor Finlanda, Islanda, Norvegia, Suedia și Danemarca.

Crucea scandinavă este, în vexilologie, un tip de cruce, folosită adesea în cadrul drapelelor cu cruce nordică, de unde vine și denumirea sa. Totuși, crucile scandinave nu apar doar în cadrul drapelelor statelor nordice, dar și pe ale altor state din lume, iar termenul este unul universal folosit de către vexilologi. 
Crucea propriu-zisă, care reprezintă creștinismul,  se extinde până la marginile drapelului, linia verticală aflându-se mai aproape de partea în care este arborat drapelul, iar linia orizontală se află la mijloc.